# Vieux presbytère de Batiscan
Le Vieux presbytère de Batiscan est un ancien presbytère situé à Batiscan, au Québec. Construit en 1816, il est le deuxième bâtiment du genre à avoir été établi à cet endroit. Le premier presbytère a été construit en 1696, de dimension plus modeste. L'actuel presbytère (1816) a été érigé sur les fondations du premier (1696). Plusieurs matériaux, tels que des poutres, portes et fenêtres ont été récupérés du premier presbytère et sont toujours visibles dans le bâtiment actuel.
Le site comprend le presbytère ainsi que les vestiges de l'ancienne église qui a été classée site patrimonial par le ministère de la Culture et des Communications en 1984. L'emplacement du troisième Chemin du Roy est également visible sur les terrains du Vieux presbytère. Le Chemin du Roy sera déménagé à trois reprises, dû à la crue au printemps.
Le Vieux presbytère perd sa vocation d'habitation du curé en 1867, alors qu'une nouvelle église et un nouveau presbytère sont construits un peu plus à l'est. Ces nouvelles constructions existent toujours aujourd'hui au centre du village de Batiscan.